# Gardenia panduriformis
Gardenia panduriformis är en måreväxtart som beskrevs av Jean Baptiste Louis Pierre och Charles-Joseph Marie Pitard. Gardenia panduriformis ingår i släktet Gardenia och familjen måreväxter. Inga underarter finns listade i Catalogue of Life.